# آنتونیو کایو دا سیلوا سوسا
آنتونیو کایو دا سیلوا سوسا (به پرتغالی: Antonio Caio da Silva Souza) هافبک اهل برزیل است که در شهر نووا اودسا (سائو پائولو) و در تاریخ ۱۰ نوامبر ۱۹۸۰ به دنیا آمده‌است.
آنتونیو کایو دا سیلوا سوسا در تیم‌های چونام دراگونز، فلامینگو، کوریتیبا، الاهلی سعودی، باهیا، الخور، اتلتیکو مینیرو سابقهٔ حضور دارد.